# Pedro Contreras González
Pedro Contreras González (Madrid, 7 de gener de 1972) és un futbolista madrileny, ja retirat. Ocupava la posició de porter. Va jugar per la selecció espanyola en una ocasió.

## Biografia
Format en les categories inferiors del Reial Madrid, va debutar amb el Rayo Vallecano on va debutar en qualitat de cedit l'1 de setembre de 1996 davant el Reial Valladolid. Amb el Rayo Vallecano és titular indiscutible durant tota la temporada, al final de la qual retorna al Reial Madrid.
Al club blanc no aconsegueix la confiança dels entrenadors i passa dues temporades jugant molt poc. La temporada 1999-2000 fitxa pel Màlaga CF on es fa amb un lloc a l'onze inicial. La temporada 2002-2003 aconsegueix arribar fins als quarts de final de la Copa de la UEFA entrant en la història del club andalús com un dels millors jugadors a vestir la samarreta blanc-i-blava. Aqueixa mateixa temporada debuta amb la selecció espanyola, el 16 d'octubre de 2002 en el partit Espanya 0 - 0 Paraguai.
Un any més tard, el juny del 2003, és fitxat i presentat com a nou jugador del Reial Betis. Aconsegueix participar en un nombre considerable de partits i fer-li competència a Toni Doblas per la titularitat. Una campanya més tard es proclama campió de la Copa del Rei al costat d'una de les millors plantilles de la història del club sevillà. El rendiment i la gran competència per la porteria deixen Contreras en un segon pla i en les següents temporades és el segon i fins i tot tercer porter del Reial Betis. La temporada 2007-2008 és cedit al Cadis CF per ajudar l'equip a recuperar la primera divisió espanyola.
Malgrat que tenia ofertes per a continuar la seva carrera en clubs de Primera (Getafe) i Segona (Llevant i Rayo Vallecano), el setembre del 2008 decideix penjar les botes per agafar el càrrec d'entrenador de porters al Màlaga.

## Selecció espanyola
Va jugar per la selecció espanyola en una ocasió. Va ser seleccionat per José Antonio Camacho per a disputar el Mundial Corea-Japó 2002 amb la selecció espanyola i suplir la baixa de Santiago Cañizares, encara que no va disputar cap partit.

## Palmarès
- 1 Copa Intercontinental - Temporada 1998.
- 1 Copa d'Europa - Temporada 1997 - 1998.
- 1 Primera Divisió de fútbol - Temporada 1994 - 1995.
- 1 Supercopa de Fútbol - Temporada 1997.
- 1 Copa del Rei - Temporada 2005.